# 伊藤皆次郎

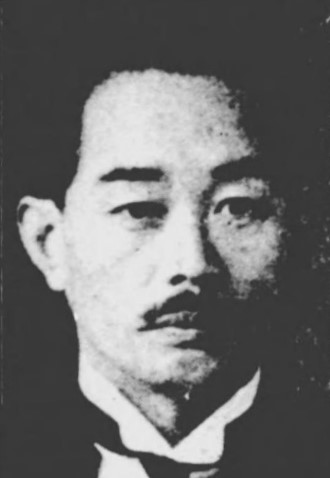
伊藤皆次郎

伊藤 皆次郎（いとう みなじろう、1887年（明治20年）5月10日 - 1960年（昭和35年）9月24日）は、日本の政治家、実業家。徳島県鳴門市出身。

## 経歴
伊藤縫吉の長男として板野郡里浦村（現在の鳴門市里浦町里浦花面）で生まれる。1908年（明治41年）徳島県師範学校を卒業。長く教職に就いていたが、退職後は実業家となり、和布製造の里浦商事会社を起した。
1919年（大正8年）より里浦村長に就任し、以来、12年間務める。1927年（昭和2年）、徳島県会議員に当選。1932年（昭和7年）、第18回衆議院議員総選挙で当選。
1960年（昭和35年）9月24日、74歳で没する。